# Medalia „A 15-a aniversare a organelor vamale ale RMN”

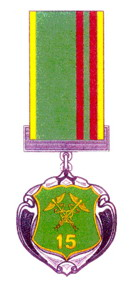
Medalia "A 15-a aniversare a organelor vamale ale RMN"

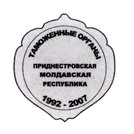
Reversul medaliei "A 15-a aniversare a organelor vamale ale RMN"

Medalia "A 15-a aniversare a organelor vamale ale RMN" (în rusă Медаль "15 лет таможенным органам Приднестровской Молдавской Республики") este una dintre decorațiile jubiliare ale auto-proclamatei Republici Moldovenești Nistrene. Ea a fost înființată prin decret al președintelui RMN, Igor Smirnov, din anul 2007.

## Statut
1. Medalia jubiliară "A 15-a aniversare a organelor vamale ale RMN" a fost înființată pentru a sărbători 15 ani de la înființarea organelor vamale ale Republicii Moldovenești Nistrene și pentru a-i decora pe funcționarii și lucrătorii organelor vamale ale Republicii Moldovenești Nistrene care au obținut rezultate înalte în activitatea de conducere, și-au îndeplinit responsabilitățile cu cinste, au participat activ la organizarea și realizarea activității vamale, au desfășurat o activitate și muncă îndelungată în cadrul organelor vamale, au demonstrat o disciplină exemplară, lucrând în cadrul organelor vamale ale Republicii Moldovenești Nistrene de cel puțin 5 ani.
În cazuri excepționale, cu Medalia jubiliară "A 15-a aniversare a organelor vamale ale RMN" sunt decorați și funcționarii organelor vamale ale Republicii Moldovenești Nistrene, care au avut rezultate excepționale în îndeplinirea sarcinilor oficiale, lucrând o perioadă mai mică de cinci ani. 
2. Listele cu cei propuși pentru decorarea cu această medalie aniversară, cuprin următoarele elemente: gradul, numele, prenumele, patronimicul, postul ocupat, locul de serviciu, adresa. 
3. Cu Medalia jubiliară "A 15-a aniversare a organelor vamale ale RMN" pot fi de asemenea decorați:
a) cetățenii Republicii Moldovenești Nistrene, care au participat activ la dezvoltarea organelor vamale ale Republicii Moldovenești Nistrene;
b) cetățenii altor state, care au demonstrat solidaritate și au participat la formarea și dezvoltarea organelor vamale ale Republicii Moldovenești Nistrene;
c) pensionarii organelor vamale ale Republicii Moldovenești Nistrene, care au merite în formarea și dezvoltarea organelor vamale ale Republicii Moldovenești Nistrene.
3. Medalia jubiliară "A 15-a aniversare a organelor vamale ale RMN" se poartă pe partea stângă a pieptului și este aranjată după Medalia "A 10-a aniversare a organelor vamale ale RMN".

## Descriere
Medalia "A 15-a aniversare a organelor vamale ale RMN" este formată dintr-o bază și două capace, având dimensiunile 33 mm X 35 mm. Baza medaliei are o formă neregulată de oval având linii verticale și un ornament în relief cu linii curbe. Este confecționată din pinchbeck și placat cu argint.
Primul capac are pe el stema stilizată a organelor vamale ale Republicii Moldovenești Nistrene, ocupând secțiunea centrală a acesteia și fiind mărginit de borduri convexe. În partea de jos ca capacului se află înscris numărul "15" de culoare galbenă. Suprafața capacului este acoperită cu smalț de culoare verde. Capacul este făcut din pinchbeck, placat cu aur. În partea de jos este un al doilea capac placat cu aur, format din două bare de mercur. 
Pe reversul medaliei, se află un cerc aproape de margine, care are în partea de mijloc, o inscripția în relief pe trei linii cu textul: "Приднестровская Молдавская Республика". În jumătatea de sus, de-a lungul marginii medaliei, se află dispusă în arc de cerc inscripția "таможенные органы" ("Organele vamale"). În jumătatea de jos, de-a lungul marginii medaliei, se află dispuse în arc de cerc numerele "1992-2007". Toate inscripțiile sunt săpate în metal.
Medalia este prinsă printr-o ureche de imaginea a o panglică rectangulară, care are la marginile inferioare o bucată metalică dreptunghiulară cu lățimea mai mare decât a panglicii. Panglica este de pinchbeck (aliaj similar tombacului, format din 83% cupru și 17% zinc), placată cu argint și are următoarele dimensiuni: lățimea - 28 mm, lungimea - 46 mm, Panglica are culoarea verde, cu o centură cu lățimea de 24 mm, mărginită la ambele extremități de câte o bandă de culoare galbenă cu lățimea de 2 mm. În partea dreaptă a panglicii, după banda galbenă spre centru, sunt trei benzi subțiri în culorile steagului național al Republicii Moldovenești Nistrene: roșu-verde-roșu, având lățimi 2,5 mm (benzile roșii) și 2 mm (banda verde). Pe reversul panglicii se află o agrafă pentru prinderea decorației de haine.